# De-facto-Regime
De-facto-Regime (in der Völkerrechtsliteratur auch in der Schreibweise de facto-Regime) – mit einer allgemeinen oder nur lokalen De-facto-Regierung – ist eine Rechtsfigur für ein als staatsähnlich bezeichnetes Gemeinwesen. Ein solcher Herrschaftsverband hat durch die de facto bestehende und dauerhafte hoheitsförmige Gewalt einer aufständischen Gruppe oder Partei einen bestimmten, dem eines international anerkannten Staates gleichkommenden Grad an Stabilität erreicht, ohne jedoch in dieser Eigenschaft als Staat anerkannt zu sein bzw. dem die staatliche Anerkennung weitgehend verweigert wird. Manchmal wird daher ebenso der Ausdruck nichtanerkannter Staat oder – vor allem im politikwissenschaftlichen Schrifttum – De-facto-Staat gebraucht. Dies betrifft nicht nur Gebilde, die selbst den Anspruch erheben, ein Staat zu sein (etwa im Falle einer Sezession), sondern auch Regime, welche die effektive Herrschaft über ein Teilgebiet eines Staates ausüben, dessen (gesamte) Gewalt sie zu übernehmen anstreben.
Dem De-facto-Regime wird als staatsähnlichem Gebilde beschränkte Völkerrechtsfähigkeit zugesprochen. Es wird dadurch zu einem partiellen Völkerrechtssubjekt erhoben und steht insoweit unter dem Schutz des gewohnheitsrechtlich geltenden Gewaltverbots, hat sich aber auch seinerseits an das Interventionsverbot zu halten.
Die Merkmale eines Staates sind nach der Drei-Elemente-Lehre Georg Jellineks das Staatsgebiet, das Staatsvolk und die Staatsgewalt. Die Anerkennung, die teilweise als viertes Element aufgeführt wird, hat nach herrschender Meinung keine konstituierende, sondern lediglich deklaratorische Wirkung. Hierbei erweitert Artikel 1 der Konvention von Montevideo von 1933 die Voraussetzung um eine vierte: die Fähigkeit, Beziehungen mit anderen Staaten aufzunehmen. Ohne die drei (bzw. vier) Staatselemente kann ein Staat mangels Staatsqualität nicht existieren; umgekehrt kann ein Staat trotz seiner faktischen Existenz von anderen Staaten nicht anerkannt werden – dies schadet indes nicht seiner Staatseigenschaft.
Der Begriff wurde maßgeblich von dem deutschen Rechtswissenschaftler Jochen A. Frowein geprägt und wird vorwiegend in der deutschen Rechts- und Politikwissenschaft verwendet. Die amerikanische und englische Lehre lehnt dieses Konstrukt zum Teil ab.

## Anerkennung und Aufnahme diplomatischer Beziehungen
Verschiedentlich wird angeführt, die Anerkennung eines stabilisierten oder befriedeten De-facto-Regimes als Staat bedeute eine unzulässige Einmischung in die Angelegenheiten des Staates (des „Mutterstaates“), auf dessen bisher anerkanntem Gebiet sich das De-facto-Regime befindet. Dagegen wird eingewandt, dass sich das Staatswesen dieses Staates gar nicht mehr auf das Gebiet des anzuerkennenden Staates erstrecke.
Die de jure-Anerkennung eines De-facto-Regimes ist keine Voraussetzung für seine Staatlichkeit, sondern eine einseitige völkerrechtliche Willenserklärung des anerkennenden Staates gegenüber dem anzuerkennenden Staat, fortan mit ihm normale diplomatische Beziehungen zu pflegen. Das Fehlen der Anerkennung berührt folglich nicht dessen völkerrechtlichen Status als Staat – gleichwohl genügt das De-facto-Regime „nicht vollumfänglich den an einen Staat gestellten Anforderungen“, denn die Staatlichkeit des Herrschaftsverbandes ist aus politischen Gründen umstritten –, sondern bedeutet bei Vorliegen der objektiven Staatsmerkmale allein eine faktische Einschränkung seiner außenpolitischen Handlungsspielräume. De-facto-Regime stehen aber „nicht in einem völkerrechtsfreien Raum“, in der Staatenpraxis werden sie als „beschränkt rechtsfähige Völkerrechtssubjekte“ behandelt. Trotz ihres ungewissen Staatlichkeitscharakters ist auch die Gebietshoheit eines De-facto-Regimes durch das Gewaltandrohungs- und -anwendungsverbot im Völkerrecht geschützt.
Ist die Regierungsgewalt zwar effektiv, aber im Wesentlichen nicht beständig, dann kann man bei diesen (in ihrer Hoheitsgewalt beschränkten) Verwaltungseinheiten – „je nach dem Grad ihrer inneren politischen Stabilität“ – von instabilen De-facto-Regimen sprechen.

## Kollektive Nichtanerkennung in der Staatenpraxis aus Opportunitätsgründen
Es besteht in der Staatenpraxis keine Pflicht zur Anerkennung, nicht zuletzt auch deswegen, da sonst dem De-facto-Regime automatisch ein Recht auf Anerkennung zugestanden werden müsste. Gründe für die Nichtanerkennung (eines Staats) sind zumeist politischer oder wirtschaftlicher Natur. So führt beispielsweise die weltweit überwiegend akzeptierte Ein-China-Politik der Volksrepublik China dazu, dass der Repräsentant des Völkerrechtssubjekts China 1971 wechselte und der Republik China (Nationalchina) die Anerkennung seit 1972 entzogen wurde. Nach der UN-Resolution 2758 handelte es sich hierbei jedoch nicht um einen Ausschluss aus den Vereinten Nationen, sondern um eine Umsetzung des veränderten Verständnisses von der Vertretung des Gründungsmitglieds China in der Weltorganisation: Diese Vertretung erfolgte fortan nicht mehr durch die Regierung in Taipeh, sondern durch die Regierung in Peking. Der Status Taiwans ist bis heute ungeklärt und spiegelt sich im Taiwan-Konflikt wider.
Von einer statusverhindernden Wirkung kann bei der Nichtanerkennung durch die Staatengemeinschaft aber nicht ausgegangen werden. Dies zeigt auch das Beispiel der Republik China (Taiwan), deren überwiegende internationale Nichtanerkennung den Wirtschaftsbeziehungen und dem eigenen überproportionalen Außenhandelsvolumen nicht entgegensteht.

## Beispiele
Folgende Herrschaftsverbände werden verschiedentlich als Beispiele für De-facto-Regime genannt:
- Abchasien und  Südossetien werden von den Vereinten Nationen als Teil Georgiens betrachtet und nur von Russland, Nicaragua, Venezuela, Nauru und Syrien als unabhängig anerkannt.
- Der Kosovo wird derzeit von 117 Mitgliedstaaten der Vereinten Nationen offiziell anerkannt, nicht aber vom bisherigen Mutterland Serbien.[19] Die Vereinten Nationen betrachten das Kosovo weiterhin als Teil Serbiens, der Internationale Gerichtshof (IGH) gelangte zu dem Ergebnis, dass die Unabhängigkeitserklärung des Kosovo nicht gegen das Völkerrecht verstoßen habe. Gleichzeitig vermied der IGH, dessen völkerrechtlichen Status zu bewerten.
- Die Türkische Republik Nordzypern wird von den Vereinten Nationen als Teil der Republik Zypern betrachtet und nur von der Türkei als unabhängig anerkannt.
- Transnistrien erklärte 1991 seine Unabhängigkeit von der Republik Moldau, was von keinem Staat anerkannt wird, auch wenn Russland das sich als Pridnestrowische Moldauische Republik bzw. Transnistrische Moldawische Republik bezeichnende Regime unterstützt.
- Somaliland spaltete sich 1991 faktisch von Somalia ab, als es nach dem Sturz von Siad Barre praktisch keine somalische Zentralregierung mehr gab (sog. failed state); Somaliland und das östlich daran angrenzende  Puntland sind politisch stabilere Gebiete und werden gemeinhin als semiautonome Entitäten angesehen, denen die internationale Anerkennung eigentlich versagt bleibt.[20]
- Islamisches Emirat Afghanistan 1996–2001 lediglich von Pakistan, Saudi-Arabien und den Vereinigten Arabischen Emiraten anerkannt. 2021 übernahmen die Taliban erneut die Macht.